# Samsung Galaxy J1 Ace
O Samsung Galaxy J1 Ace é um smartphone Android fabricado pela Samsung Electronics como parte da série Samsung Galaxy J.

## Especificações

### Hardware
O J1 Ace tem um SoC Marvell PXA1908, incluindo uma CPU dual-core de 1,2 GHz ARM Cortex-A53, 512 MB de RAM e 4 GB de armazenamento interno. Está disponível com 4 ou 8 GB de armazenamento interno, com suporte para cartões microSD removíveis de até 128 GB.
As câmeras do J1 Ace são uma câmera principal de 5 megapixels com flash LED e uma câmera frontal de 2 megapixels. Ambas podem gravar vídeos em 720p a 30 fps.
O modelo com Cartão SIM duplo (SM-J110H/SM-J110L) tem um SoC Spreadtrum com uma CPU quad-core 1,2 ghz ARM Cortex-A7 e 768 MB ou 1 GB de RAM.

### Software
O J1 Ace (SM-J11x/j1acex) era originalmente executado com Android 5.1.1 "Lollipop"  com a interface de usuário TouchWiz da Samsung. Um lançamento oficial de TWRP existe para este dispostivo.
O J1 Ace DUOS (SM-J110H/SM-J110L) era originalmente executado com Android 4.4.4 "KitKat" com a interface de usuário TouchWiz da Samsung. Um lançamento oficial de TWRP existe para este dispostivo.

## Samsung Galaxy J1 Ace Neo
Em 11 de julho de 2016, a Samsung lançou uma versão atualizada do J1 Ace, chamada de J1 Ace Neo (J1 Ace VE no Norte da África). Ele possui uma CPU quad-core de 1,5 GHz com 1 GB de RAM. As demais especificações permanecem as mesmas, com o número do modelo sendo SM-J111F.